# كيت فوربس
كيت إليزابيث فوربس (ولدت في 6 أبريل 1990) و هي سياسية من المملكة المتحدة تعمل لصالح الحزب الوطني الاسكتلندي (SNP) و هي عضوة في البرلمان الاسكتلندي لدائرة سكاي و لوكهابر وبادنوك و تشغل هذا المنصب منذ عام 2016. 

## النشأة والتعليم
ولدت كيت فوربس في مدينة دينجول Dingwall بالمملكة المتحدة .  تربت و أمضت ثلاث سنوات في الهند و ثم درست في مدرسة الغيلية الاسكتلندية .  و عادت إلى الهند مرة أخري وهي في العاشرة من عمرها وعاشت هناك حتى كان عمرها 15 عامًا، حيث كان والدها يشارك في تقديم الرعاية الصحية للأشخاص الذين لا يستطيعون تحمل تكاليفها.  و عادت إلى في مدينة غلاسكو الإسكتلندية وأنهت دراستها في أكاديمية دينجوال . و تعلمت التاريخ في كلية سيلوين ، كامبريدج ، ونألت درجة البكالوريوس في عام 2011.   ثم درست في جامعة أدنبرة ، وحصلت على درجة ماجستير في الشتات وتاريخ الهجرات البشرية في عام 2013. 

## الحياة السياسية
في أغسطس 2015 ، تم اختيار كيت فوربس من قائمة مختصرة لجميع النساء من قبل أعضاء الحزب الوطني الاسكتلندي (SNP) المحليين كمرشحة عن دائرة عن دائرة سكاى و لوكهابر و بادنوك و الذي كان يشغلها ديف تومبسون وهو الذي لن يكون في الانتخابات المقبلة.  و أُعتبرت جزءًا من حملة الحزب الوطني الإسكتلندي SNP لمعالجة فجوة الأجور بين الجنسين حول التوظيف في الوظائف الرفيعة المستوي.  تم انتخابها في انتخابات البرلمان الاسكتلندي 2016 .  ترأست كيت فوربس مجموعة البرلمانات الأسكتلندية عن اللغة الغيلية وتحدثت لصالح وضع اليونسكو للتراث الثقافي غير المادي كطريقة ممكنة لحماية اللغة الغيلية من الاندثار.  في مارس 2018 ، ألقت خطابًا كاملاً أمام البرلمان باللغة الغيلية خلال مناقشة عامة حول مصير اللغة الغيلية الاسكتلندية.  في 27 يونيو 2018 ، تم تعيين كيت فوربس في الحكومة الاسكتلندية كوزيرة للمالية العامة والاقتصاد الرقمي، كجزء من تعديل وزاري أوسع أعلنه الوزير الأول، نيكولا ستورجيون MSP.

## روابط خارجية
- نبذة عن موقع البرلمان الإسكتلندي
- الملف الشخصي على موقع SNP
- موقع شخصي

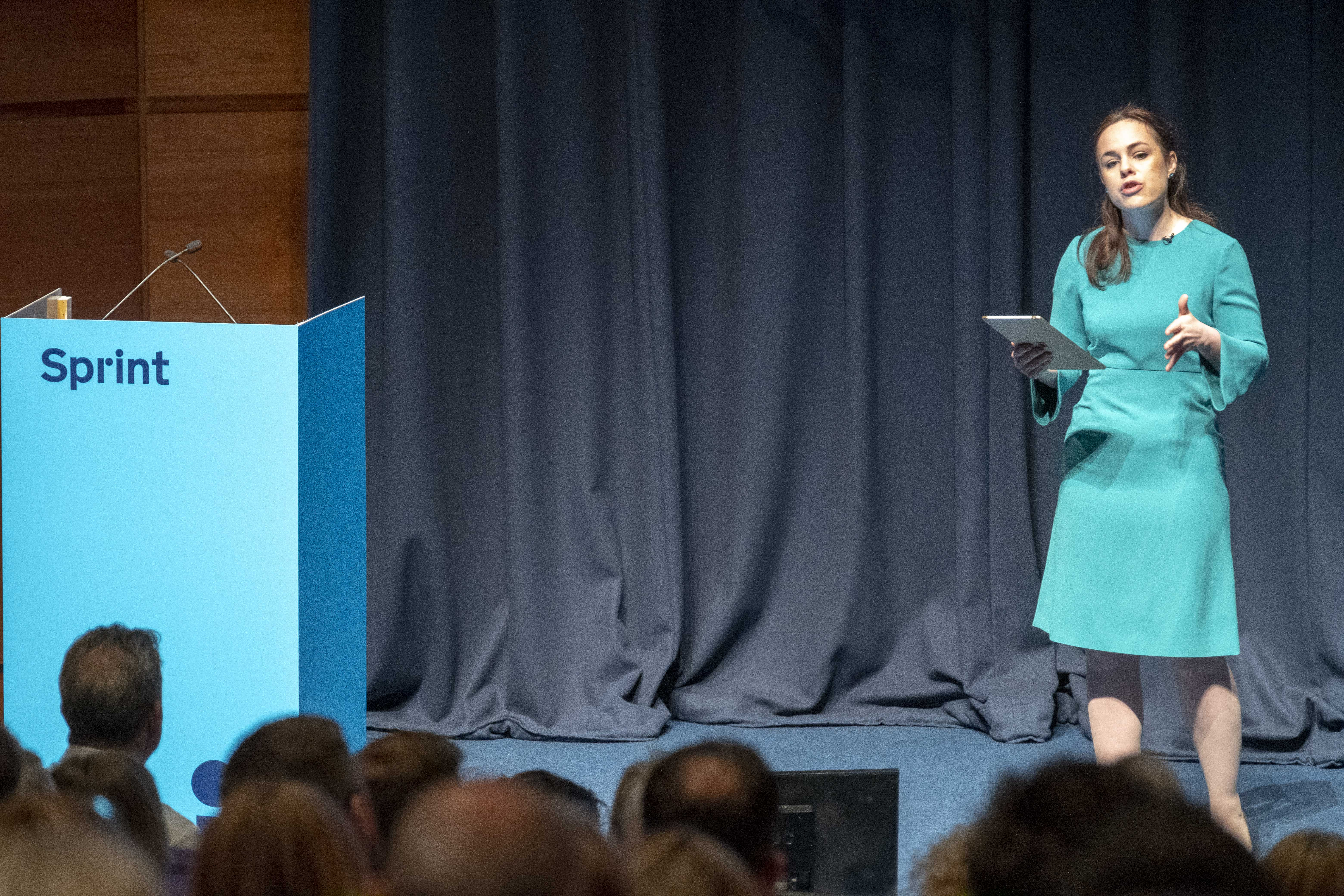
كيت فوربس في إحدي المؤتمرات في عام 2019
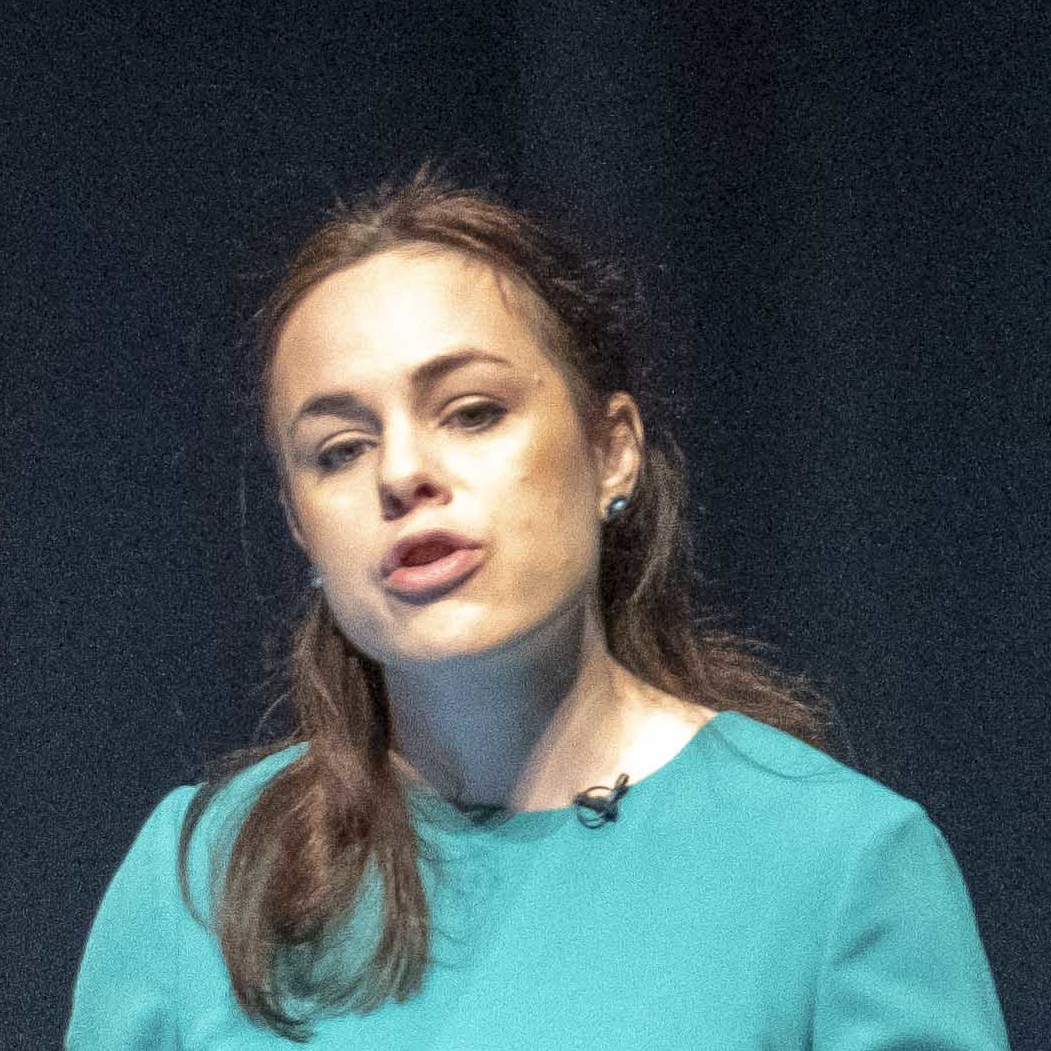